# キム・ボミ
キム・ボミ（김보미、19xx年x月xx日 - ）は、韓国のソフトテニス選手。

## 来歴
安城市庁所属。ボジションは後衛。2011世界選手権が初代表。2014アジア競技大会でシングルス、国別対抗団体戦の２種目で金メダルを獲得。2016シーズンを最後に引退　。

## 四大国際大会戦績
- 2011世界選手権　ダブルスベスト8
- 2013東アジア競技大会　シングルス銅メダル　国別対抗団体戦銀メダル
- 2014アジア競技大会　シングルス金メダル[2]　国別対抗団体戦金メダル
- 2015世界選手権　シングルス銅メダル　国別対抗団体戦金メダル

## 戦績
- コリアカップ2015　シングルス優勝[3]
- コリアカップ2015　シングルス優勝 ダブルス準優勝[4]